# XBIZ Award for Crossover Star of the Year

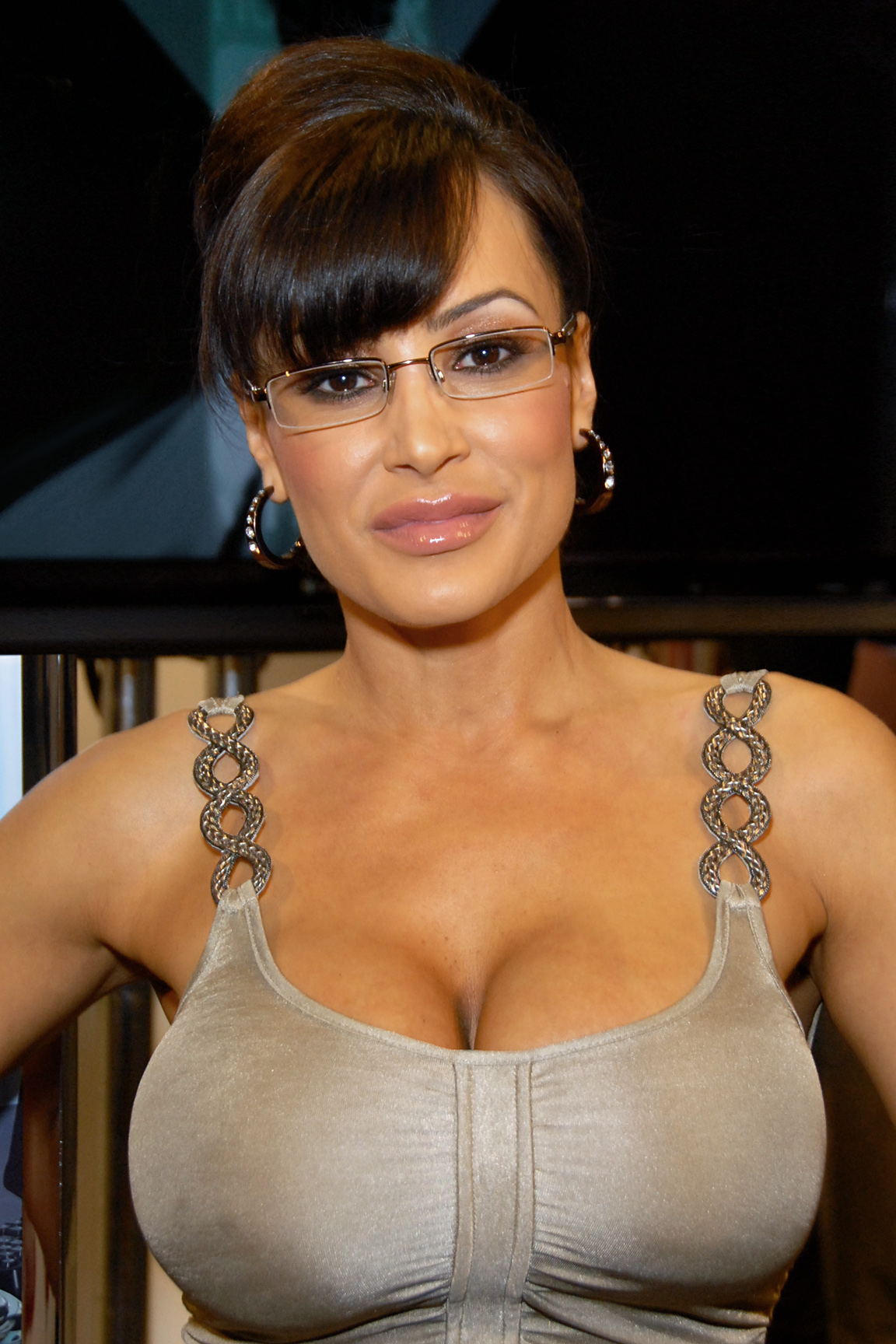
La pornostar Lisa Ann nel 2010

L'XBIZ Award for Crossover Star of the Year è un premio pornografico assegnato alla attrice o all'attore crossover votato come migliore dalla XBIZ, l'ente che assegna gli XBIZ Awards, uno dei maggiori premi del settore.
Come per gli altri premi, viene assegnato nel corso di una cerimonia che si svolge a Los Angeles, solitamente nel mese di gennaio, dal 2008. Dal 2009 il premio viene attribuito a prescindere dal genere, dato che l'anno precedente era riservato alle sole attrici.

## Vincitori

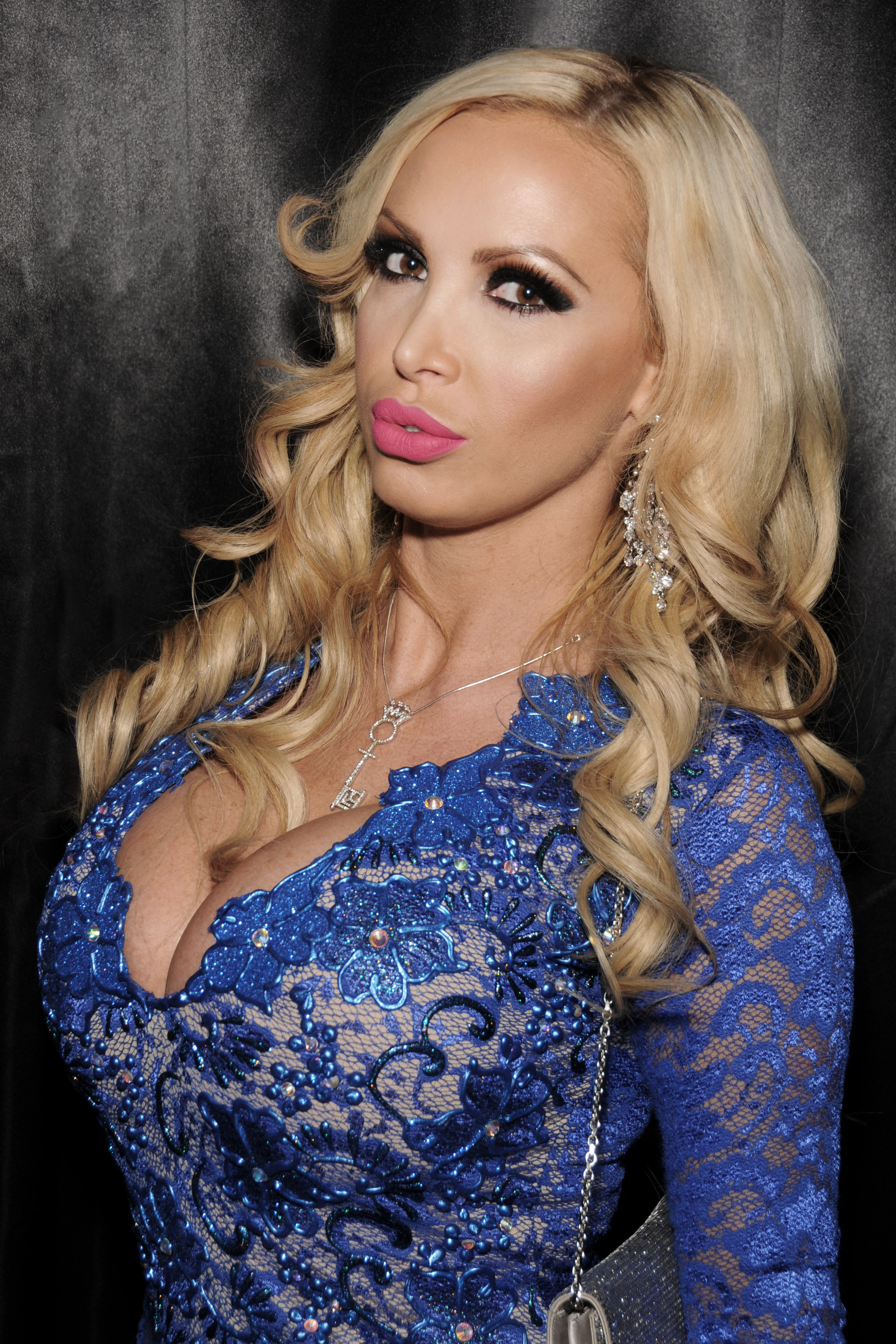
La pornostar Nikki Benz nel 2014

### Anni 2000
| Anno | Vincitori      |
| ---- | -------------- |
| 2008 | Stormy Daniels |
| 2009 | Tera Patrick   |

### Anni 2010
| Anno | Vincitori      |
| ---- | -------------- |
| 2010 | Sasha Grey     |
| 2011 | Riley Steele   |
| 2012 | Katsuni        |
| 2013 | James Deen     |
| 2014 | James Deen     |
| 2015 | Nikki Benz     |
| 2016 | Lisa Ann       |
| 2017 | Dani Daniels   |
| 2018 | Ela Darling    |
| 2019 | Stormy Daniels |

### Anni 2020
| Anno | Vincitori     |
| ---- | ------------- |
| 2020 | Maitland Ward |